# Ouled Khoudir
Ouled Khoudir (em árabe: أوﻻد ﺧﺪﻳﺮ) é uma cidade e comuna localizada no distrito de Ouled Khoudir, na província de Béchar, Argélia. Sua população era de 4 251 habitantes, em 2008.